# Carmen (Cotabato)
Carmen, es un municipio filipino de primera categoría, situado al sur de la isla de Mindanao. Forma parte de  la provincia de Cotabato del Norte situada en la Región Administrativa de Soccsksargen también denominada Región XII. 
Para las elecciones está encuadrado en el Tercer Distrito Electoral de esta provincia.

## Geografía
Municipio poblado por  cristianos,  musulmanes y  la etnia indígena manobo-Aromanón, los  manuba o habitantes del bosque.

### Barrios
El municipio  de Carmen se divide, a los efectos administrativos, en 28 barangayes o barrios, conforme a la siguiente relación:
| - Aromán - Bentangán - Cadiis - General Luna - Katanayanán - Kibayao | - Kibenes - Kibudtongán - Kilala - Kimadzil - Kitulaán - Langogán | - Lanoón - Liliongán - Lumayong - Macabenbán - Malapag - Manarapán | - Manili - Nasapián - Palanggalán - Pebpoloán - Poblacián - Ranzo | - Tacupán - Tambad - Tonganón - Tupig |  |

## Historia
Antes de que fuera nombrada Carmen, los moros llamaron a esta zona  "Kalalaw",  término que significa "vasija de agua".
El nombre de este municipio proviene del funcionario Del Carmen, encargado de catastrar (Cadastral Survey Party) la zona  en 1924.
Durante la ocupación estadounidense de Filipinas tanto  Carmen como  Cabacán pertenecían a un distrito municipal de Pikit.
El 15 de noviembre de  1956 38 barrios fueron segregados del de Cabacán para formar este nuevo municipio.
Diez barrios cambiaron de municipio, seis a Banisilán y cuatro a Presidente Roxas.